# Mesoclemmys hogei
Mesoclemmys hogei är en sköldpaddsart som beskrevs av Mertens 1967. Mesoclemmys hogei ingår i släktet Mesoclemmys och familjen ormhalssköldpaddor. IUCN kategoriserar arten globalt som starkt hotad. Inga underarter finns listade i Catalogue of Life.
Arten förekommer vid olika floder i sydöstra Brasilien. Den besöker även mindre vattendrag och insjöar. Mesoclemmys hogei lever i låglandet upp till 500 meter över havet.
Honor blir med en upp till 38,4 cm lång sköld och en maximal vikt av 3,0 kg lite större än hannar. De senare kan ha en 38,0 cm lång sköld och en vikt upp till 2,75 kg. Mellan januari och april lägger honan vid ett tillfälle 5 till 11 ägg. Några 15 år gamla individer registrerades och uppskattningsvis kan arten bli 20 år gamla.